# One-Trick Pony (album)
One-Trick Pony er et album udgivet af Paul Simon i 1980 af Warner Bros. Records Inc.

## Spor
Alle sange er skrevet af Paul Simon.
Side et
1. "Late in the Evening" – 4:02
2. "That's Why God Made the Movies" – 3:37
3. "One-Trick Pony" (Live at the Agora Theatre and Ballroom, Cleveland, Ohio, September 1979) – 3:53
4. "How the Heart Approaches What It Yearns" – 2:49
5. "Oh, Marion" – 4:00

Side to
1. "Ace in the Hole" (Live at the Agora Theatre and Ballroom, Cleveland, Ohio, September 1979) – 5:43
2. "Nobody" – 3:32
3. "Jonah" – 3:30
4. "God Bless the Absentee" – 3:17
5. "Long, Long Day" (with Patti Austin) – 3:57

2004-genudgivelse
1. "Soft Parachutes" – 1:53
2. "All Because of You" – 4:06
3. "Spiral Highway" – 2:56
4. "Stranded in a Limousine" – 3:10